# Douglas dos Santos
Douglas dos Santos, detto Douglas (Criciúma, 18 febbraio 1982), è un ex calciatore brasiliano, di ruolo centrocampista.

## Carriera

### Club
Cresciuto nel Criciúma, nello Stato di Santa Catarina. Nel 2006 ebbe un veloce passaggio al Rizespor, in Turchia.
Si trasferì al São Caetano, con il quale si mise particolarmente in evidenza durante il Campeonato Paulista 2007, perso in finale contro il Santos.
All'inizio del 2008 fu messo sotto contratto dal Corinthians alla fine del Campionato Paulista 2008 per vestire la maglia numero 10.

### Nazionale
Ha giocato in nazionale nel 2010.

## Palmarès

### Club

#### Competizioni statali
- Campionato Catarinense: 1

Criciúma: 2005
- Campionato paulista: 1

Corinthians: 2009

#### Competizioni nazionali
- Campionato brasiliano di seconda divisione: 2

Criciúma: 2002
Corinthians: 2008
- Campeonato Brasileiro Série C: 1

Criciúma: 2006
- Coppa del Brasile: 2

Corinthians: 2009
Gremio: 2016

#### Competizioni internazionali
- Coppa del mondo per club: 1

Corinthians: 2012
- Recopa Sudamericana: 1

Corinthians: 2013